# Slopné
Slopné település Csehországban, a Zlíni járásban. Slopné Haluzice, Horní Lhota, Vizovice, Lipová, Loučka és Sehradice településekkel határos. Lakosainak száma 563 fő (2024. január 1.).

## Népesség
A település lakosságának változását az alábbi diagram mutatja:
| Lakosok száma | 529  | 577  | 602  | 711  | 660  | 581  | 584  | 582  | 541  | 563  |
|               | 1869 | 1900 | 1921 | 1961 | 1980 | 2011 | 2016 | 2019 | 2021 | 2024 |